# باسكنو

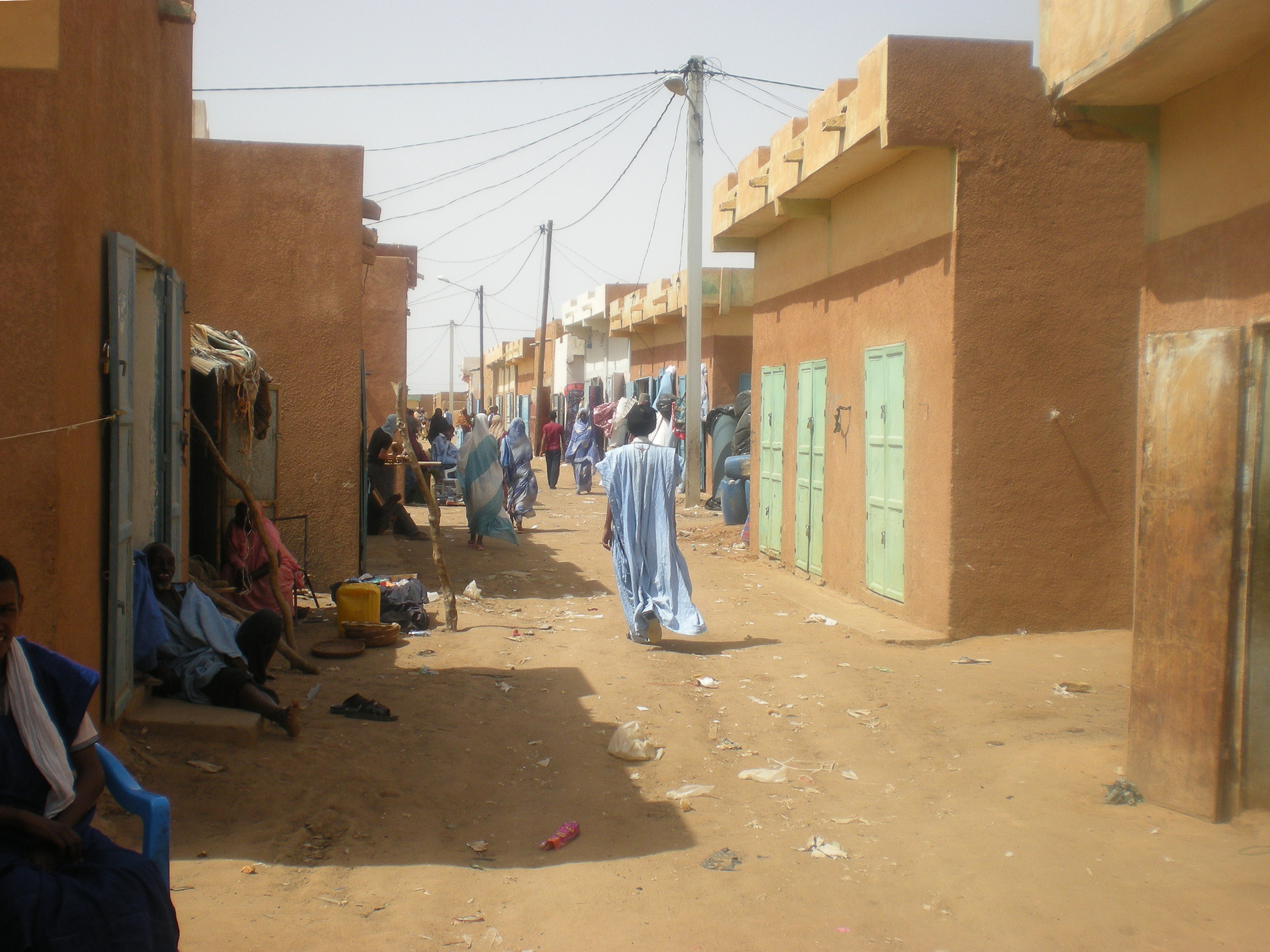

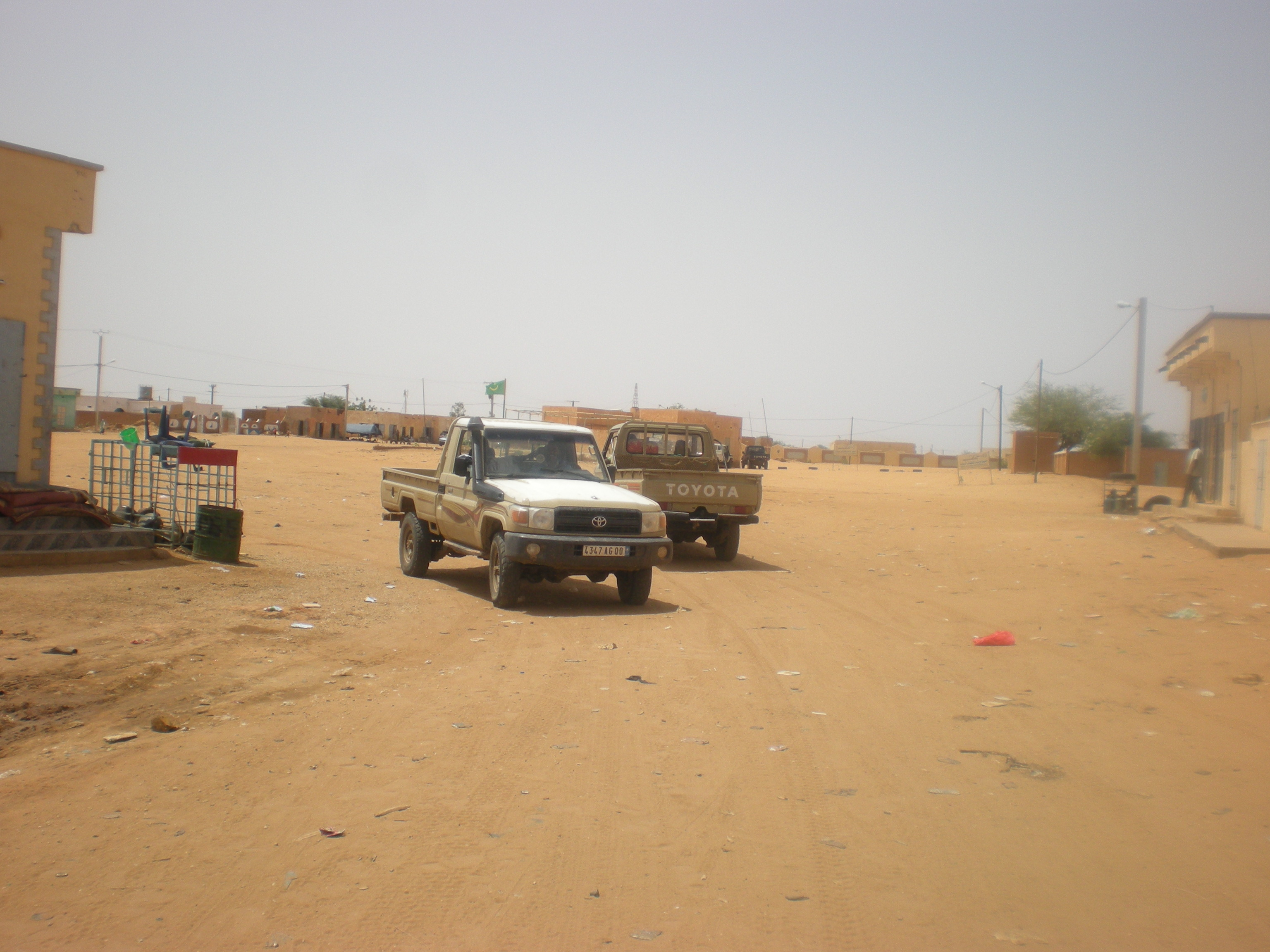

باسكنو هي إحدى مقاطعات ولاية الحوض الشرقي بموريتانيا.

## الموقع
يحدها من الشمال مقاطعة ولاته ومن الشمال الغربي مقاطعة النعمة ومن الغرب مقاطعة أمرج ومن الشرق والجنوب حدود جمهورية مالي . يقيم في مقاطعة باسكنو حوالا 30000 نسمة موزعين بين بلديات : باسكنو و فصاله , المكف , الظهر.

## الاقتصاد
أهم الأنشطة الاقتصادية في المقاطعة : التنمية الحيوانية والزراعة بالإضافة إلى المبادلات التجارية عبر الحدود مع مالي .